# Mirage (personaje de Transformers)
Mirage es el nombre de varios personajes ficticios en los diferentes universos Transformers. Su nombre es reutilizado tanto como Prowl y suele referirse a personajes que se transforman en autos Fórmula 1.

## Transformers: Generación 1
Mirage era parte de la clase alta de Cybertron, un sujeto que prefiere cazar turbo-zorros en vez de involucrarse en un conflicto. Cuando empezó la guerra, Mirage se unió a los Autobots, pero ni él mismo tiene claras sus motivaciones, lo que hace difícil que los demás confíen en él. Este problema se acrecienta debido a la actitud condescendiente de Mirage para con sus camaradas.
Mirage posee un electro-distruptor que le permite hacerse invisible, proyectar su propia imagen en donde no está, o camuflar su apariencia para disfrazarse.

### Cómic de Marvel
Poco después de despertar en la Tierra, Mirage dejó claro su deseo de volver a Cybertron, llegando incluso a cuestionarse sus lealtades, si es que una alianza diferente le permitiera volver a su planeta. En una de las primeras batallas se enfrentó a Ravage y trató de razonar con él, puesto que no veía razón para que dos Transformers pelearan, sino que deberían cooperar para volver a Cybertron. Sin embargo, cuando se enfrentó a Ravage una segunda vez, y los colmillos del Decepticon le arrancaron el brazo, Mirage se dio cuenta de que sólo luchando del lado de los Autobots tenía una verdadera oportunidad de volver al mundo que amaba.
Mirage no tuvo una participación importante en batallas posteriores, hasta la batalla contra Starscream, que poseía el poder de la Underbase (Base Submarina en España) y se enfrentó tanto a Autobots como a Decepticons. Mirage fue parte de las bajas, y permaneció desactivado hasta tiempo después, cuando Grimlock revivió a varios Autobots (incluyendo Mirage) con el milagroso combustible Nucleon.

### Serie Animada
Una de las acciones más recordadas de Mirage en la serie animada fue en la última parte de la primera saga "More Than Meets The Eye", cuando se coló invisible a la nave en la que los Decepticons abandonaban la Tierra con cargamentos de Energon y logró que se estrellaran al parecer ahí logra provocarles la muerte a los Reflector y a uno de los seekers Air Warrior
El papel de Mirage en episodios posteriores fue mínimo, como uno más en el campo de batalla, hasta el episodio "Traitor", cuando Cliffjumper sospechó de la lealtad de Mirage cuando se localizaron Decepticons en un área que Mirage supuestamente debía vigilar. Mirage trató de enfrentarse solo a los Decepticons para probar s inocencia, pero el Insecticon Bombshell lo atrapó y le instaló una cerebro-cápsula. Mirage, controlado por Bombshell, dirigió a los Autobots a una trampa, pero al final se reveló el ardid de los Decepticons y Cliffjumper le pidió disculpas a Mirage.
En el episodio "Masquerade", cinco Autobots se disfrazaron como los recientemente aprisionados Stunticons para infiltrarse en los Decepticons. Mirage se disfrazó de Drag Strip, y para imitar la fusión en Menasor, fueron necesarios los poderes magnéticos de Windcharger y el disfraz holográfico de Mirage.
Mirage no apareció en la película animada ni en eventos posteriores.

## Ficha técnica
| Título           | Camuflaje y espionaje                          |
| Alianza          | Autobots                                       |
| Transformación   | Ferrari 458 Italia.                            |
| Estado           | Desconocido                                    |
| Lema             | "Soy como soy, pero me escondo de mi enemigo." |
| Fuerza           | 7/8                                            |
| Inteligencia     | 7/8                                            |
| Velocidad        | 10/10                                          |
| Resistencia      | 9/6                                            |
| Potencia de tiro | 8/7                                            |
| Destreza         | 10/10                                          |

## Beast Machines
Mirage es el nombre de una figura de Beast Machines, un Vehicon que se convierte en un auto de carreras. En el cómic de los Wreckers aparecen drones Vehicons de este modelo.

## Transformers: Robots in Disguise
Mirage en esta serie es un miembro del subgrupo Autobot Spychangers, muy similar en apariencia a la versión original del personaje. El episodio "Mirage's Betrayal", su participación más importante en Car Robots, es algosimilar a "Traitor": Cuando Mirage no le dispara a los Predacons, los otros Spychangers sospechan de su lealtad, excepto Ironhide que se da cuenta de que no disparó para evitar daño colateral. Al principio, la actitud hosca de Mirage evita que se resuelva el malentendido, pero cuando está a punto de explicarse, se da cuenta de que tiene pegado un transmisor Predacon y decide fingir que desea cambiar de bando. Los Predacons le dieron la bienvenida a Mirage e hicieron que le tendiera una trampa a los Spychangers, pero él les advirtió de la trampa y vencieron a los Predacons.

## Transformers: Armada
Mirage, un Mini-Con que forma parte del equipo de autos de carreras junto con Downshift y Dirt Boss. Juntos forman el escudo Skyboom.

## Transformers: Energon
Mirage es una nueva forma del Decepticon Tidal Wave. Como excepción a la regla, se transforma en una lancha en vez de un auto de carreras.

## Películas de acción real

### Transformers: el lado oscuro de la luna
En esta tercera entrega de la saga cinematográfica Transformers, Mirage debutó como un Ferrari 458 Italia. Este personaje al hablar tiene un marcado acento italiano. Permaneciendo siempre al lado de los Autobots, y esta vez es conocido como Dino en homenaje al creador del Automóvil ya que Enzo Ferrari le exigió que le pusieran su apodo en la película.
Aparece en una misión de la NEST y en la segunda aparición, se encuentra en la carretera cuando los Dreads empiezan a atacar a los Autobots. Entonces se enfrenta tenazmente a Hatchet y lo mata con la ayuda de Bumblebee, participa en la batalla final en la que es tomado de rehén por Soundwave, Barricade y 7 Drones Decepticons. También tomaron de rehenes a Ratchet, Bumblebee, Sideswipe y Que/Wheeljack para luego ser ejecutados. Es Wheeljack el primero en morir a manos de un Drone Decepticon que primero lo hiere fatalmente de un disparo por el pecho y Barricade lo remata de un tiro en la cabeza quien al verlo cayendo al piso desmembrándose la cabeza de su cuerpo Barricade se ríe y se burla cruelmente luego de darle el tiro de gracia en la cabeza sin importarle que Wheeljack les suplicara misericordia antes de que lo ejecutaran. Después de este suceso, y a pesar de que Bumblebee debía ser teóricamente el siguiente rehén ajusticiado, Wheelie y Brains lo rescatan casualmente, después de provocar la interrupción de la estabilidad de la nave y la consiguiente expulsión de naves Decepticons que se encontraban a bordo y que se desplomaron cerca del área de ejecución de Soundwave y los Drones Decepticons se sintieron interrumpidos ante este hecho. Bumblebee aprovecha esta situación para eliminar a Soundwave y al Drone Decepticon que colaboraba con este, Dino/Mirage es liberado. Barricade no aparece ahí por lo que este se dirige a ayudar a Shockwave momento después Barricade es casi asesinado por un ataque sorpresa de la NEST junto con otro Drone Decepticon, a lo que barricade se hace el muerto y huye después que maten a los Drones decepticon, Dino/Mirage se dirige junto con sus compañeros al campo de batalla situado entre Optimus Prime y Sentinel Prime para ayudar a Optimus contra Sentinel. Durante el camino hacia el campo de batalla, Dino/Mirage es interrumpido por otro Drone Decepticon que lo apunta para matarlo, pero este fue más astuto y veloz que el, sin embargo este se lanza encima y lo descuartiza al Drone Decepticon y al final de la película Dino/Mirage es uno de los pocos Autobots sobrevivientes al final de la película.

### Transformers: la era de la extinción
Mirage no aparece en La era de la extinción, pero Cemetery Wind no lo cataloga como "fallecido", dando a entender que este pudo evadir a Cemetery Wind y ahora está escondido en alguna parte del mundo (posiblemente está en Italia o en Cuba o en algún otro lugar).

### Transformers: el último caballero
En esta película tampoco hace aparición.

### Transformers: el despertar de las bestias
Mirage aparece en la película con su aspecto similar a su versión en Generación 1. Se transforma en un Porsche 964 azul plateado, pero puede cambiar su forma actual a varios vehículos y es el compañero de un humano llamado Noah Díaz. En la batalla, él queda herido al proteger a Noah de Scourge y se convierte en un exo-traje mecánico para Noah en luchar contra Scourge. Al final, Mirage queda reparado por Noah.
- Datos: Q1317277